# Los Angeles Open 1988
Il Los Angeles Open 1988 è stato un torneo professionistico maschile di tennis giocato su campi in cemento al Los Angeles Tennis Center dell'UCLA a Los Angeles, negli Stati Uniti. È stata la 62ª edizione del torneo, che faceva parte del Nabisco Grand Prix 1988. Si è svolto dal 19 al 25 settembre 1988.

## Campioni

### Singolare
Mikael Pernfors  ha battuto in finale  Andre Agassi con il punteggio di 6–2 7–5

### Doppio
John McEnroe /  Mark Woodforde hanno battuto in finale  Peter Doohan /  Jim Grabb con il punteggio di 6–4, 6–4